# Slobodna katolička crkva
Slobodna katolička crkva (izvorno engleski: The Liberal Catholic Church, kratica TLCC) je kršćanska denominacija nastala u Engleskoj 1916. godine reorganizacijom lokalne Starokatoličke crkve. Kombinira katoličke sakramentalne prakse sa slobodom vjerovanja. Osnivač crkve je bivši starokatolički biskup J. I. Wedgwood. Crkva se može tek uvjetno svrstati među neovisne katoličke crkve, poput Starokatoličke crkve, jer ne zadržava tradicionalni katolički nauk, iako sama naglašava da je dio "jedinstvene Svete katoličke i apostolske Crkve". Euharistija i sakramenti su u obredima kombinacija starokatoličkih i anglikanskih obreda, s određenim tumačenjima različitima od onih u tradicionalnome kršćanstvu.

## Povijest Slobodne katoličke crkve
Osnivač crkve je teozof i bivši anglikanski svećenik James I. Wedgwood, koji je na starokatolicizam prešao 1913. godine. Za svećenika ga je zaredio starokatolički nadbiskup Arnold Matthew 1913., a za biskupa zaredio 1916. godine biskup Frederick Willoughby i suzareditelji biskupi Robert King i Rupert Gauntlett. Formalno je 1916. godine postao poglavar Starokatoličke crkve Velike Britanije. Iste godine crkva je promijenila ime u Slobodna katolička crkva (starokatolička), a 1918. u Slobodna katolička crkva (The Liberal Catholic Church). Crkva se počela brzo širiti po svijetu, a najviše po Sjedinjenim Američkim Državama, Francuskoj i Australiji. U travnju 1919. u SAD-u su postojale već četiri župe Slobodne katoličke crkve, a najveća župa je bila u Hollywoodu s oko 200 vjernika. Uz biskupa Wedgwooda suosnivač i vidna osoba Slobodne katoličke crkve je Charles Webster Leadbeater, kojega je 1916. biskup Wedgwood posvetio za biskupa s biskupima Willoughbyjem, Kingom i Gauntlettom. Wedgwood je zajedno s Leadbeaterom 1919. godine sastavio posebnu liturgiju za crkvu poznatu kao liberalni obred (na engleskome: The Liberal Rite). Liturgija Slobodne katoličke crkve je kombinacija starokatoličkog i anglikanskog obreda, s aspektom na slavljenju Boga i s minimalnim spominjanjem grješnosti čovjeka i grijeha uopće. Slobodna katolička crkva apostolski slijed svog episkopata je dobila preko biskupa Starokatoličke crkve Velike Britanije, a ova od biskupa Starokatoličke crkve Nizozemske (Utrechtska unija). Biskupi Wedgwood i Leadbeater, su usprkos deklarativnoj privrženosti tradicionalnom kršćanskom nauku, proželi i crkveno učenje i obrede teozofskim idejama. Crkva se nikada nije omasovila, a sa slabljenjem teozofskog pokreta i ona je gubila na zamahu. Tijekom svoje povijesti doživjela je više raskola, pa je tako nastao niz crkava istog ili sličnog imena (Liberal Catholic Church International, Liberal Catholic Church – Theosophia Synod, Liberal Catholic Church of Ontario, Old Catholic Apostolic Church, The Young Rite itd.). S vremenom se crkva postupno udaljava od teozofskih načela osnivača crkve. Prema crkvenim pravilima, pričestiti se smiju osobe bilo koje vjere, čak i nekršćani. Maksimalan broj vjernika crkve je bio krajem 20. i početkom 21. stoljeća, a prema različitim izvorima nekoliko desetaka tisuća. Danas je crkva u Americi i Europi u velikoj krizi zbog opadanja broja vjernika i brojnih raskola, a raste jedino u Africi.
Slobodna katolička crkva djeluje u Hrvatskoj od 1929. godine neprekidno do danas. Danas u Hrvatskoj djeluje samo jedna kapela u Zagrebu s jednim svećenikom i nekoliko đakoneza.
Nadbiskupi predsjednici Slobodna katoličke crkve:
- James Ingall Wedgwood (1918. – 1923.)
- Charles Webster Leadbeater (1923. – 1934.)
- Frank Waters Pigott (1934. – 1956.)
- Adriaan Gerard Vreede (1956. – 1964.)
- Hugh Baronnet Sykes (1964. – 1973.)
- Sten Herman Philip von Krusenstierna (1973. – 1984.)
- Eric Scollick Taylor (1984. – 1992.)
- Johannes Cornelius van Alphen (1992. – 1999.)
- Ian Richard Hooker (2000. – 2005.)
- Graham Sidney James Wale (2005. – 2018.)
- Willam Downey (2018. – danas)

## Crkveni nauk
Slobodna katolička crkva službeno nema dogme, a vjernicima je dopuštena slobodna interpretacija vjerovanja. Za pripadnike klera Slobodne katoličke crkve obvezna su sljedeća vjerovanja:
- Vjerovanje u postojanje jednog Boga kao bića koje je beskonačno, vječno, transcendento i imanentno te se smatra trojstvom Oca, Sina i Duha Svetoga.
- Čovjek je besmrtno biće jer je stvoren na Božju sliku i duhovno evoluira preko niza reinkarnacija.
- Krist je uvijek prisutan u životu svijeta i sve se u svijetu odvija prema uređenome planu.
- Pakao ne postoji.
- Postoji "zajednica svetaca" – ljudi koji su u duhovnoj evoluciji dosegli visoki nivo i koji pomažu čovječanstvu.
- Naglašena je vjera u anđele, na koje se ljudi trebaju ugledati pomaganjem drugim ljudima.
- Svaki čovjek je pozvan na osobno duhovno uzrastanje, a dio toga su i etične dužnosti prema sebi i drugima.
- Krist je ustanovio razne sakramente u kojima se izvanjskim i vidljivim znakom daje unutarnja i duhovna milost. Postoji sedam takvih obreda koji se smatraju sakramentima, a to su: krštenje, potvrda, sveta euharistija, odrješenje od grijeha, pomazanje svetim uljem, brak i posvećenje u svete redove.
- "U okviru Božjeg očinstva spoznaje se i majčinski aspekt, koji rađa i hrani sav stvoreni život", a taj aspekt predstavlja Sveta Marija koju se naziva "Majkom  Marijom, majkom svijeta i sl." (Blažena djevica Marija).[10]

## Vanjske poveznice
- Site Hrvatske provincije Slobodne katoličke crkve